# 纳西缅托
纳西缅托，是西班牙安达卢西亚自治区阿尔梅里亚省的一个市镇。 总面积81km2, 总人口487人（2001年），人口密度6人/km2。